# قد بندير
قد بندير (الاسم العلمي: Cottus bendirei) هو نوع من الأسماك يتبع جنس القد من الفصيلة القديات.